# Olivina

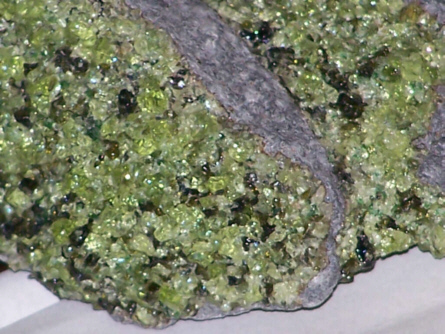
Perídoto (variedade de olivina) em basalto. Proveniência: San Carlos Indian Reservation, Gila Co., Arizona, EUA.

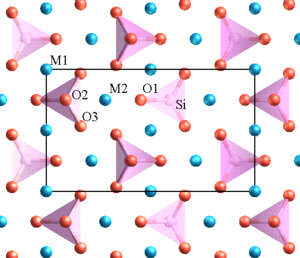
A estrutura da olivina à escala atómica, vista ao longo do eixo a. O oxigénio é representado pela cor vermelha, o sílicio pelo rosa, e o ferro/magnésio por azul. O rectângulo a preto indica a projecção de uma célula unitária.

Olivina é um grupo de minerais da família dos nesossilicatos cujos membros são constituídos por silicatos de magnésio e ferro, com fórmula química (Mg,Fe)2SiO4, formando uma solução sólida em que a razão Fe/Mg varia entre dois extremos constituídos pela forsterite (Mg2SiO4) e a faialite (Fe2SiO4). Este mineral dá ainda o nome a um grupo de minerais com estrutura semelhante (o grupo da olivina) que inclui os minerais monticellite e kirschsteinite. Os minerais do grupo da olivina cristalizam no sistema ortorrômbico, e são nesossilicatos.
É um dos minerais mais comuns na Terra, tendo também sido encontrada em rochas lunares, em meteoritos e inclusive em rochas de Marte.

## Identificação e paragénese

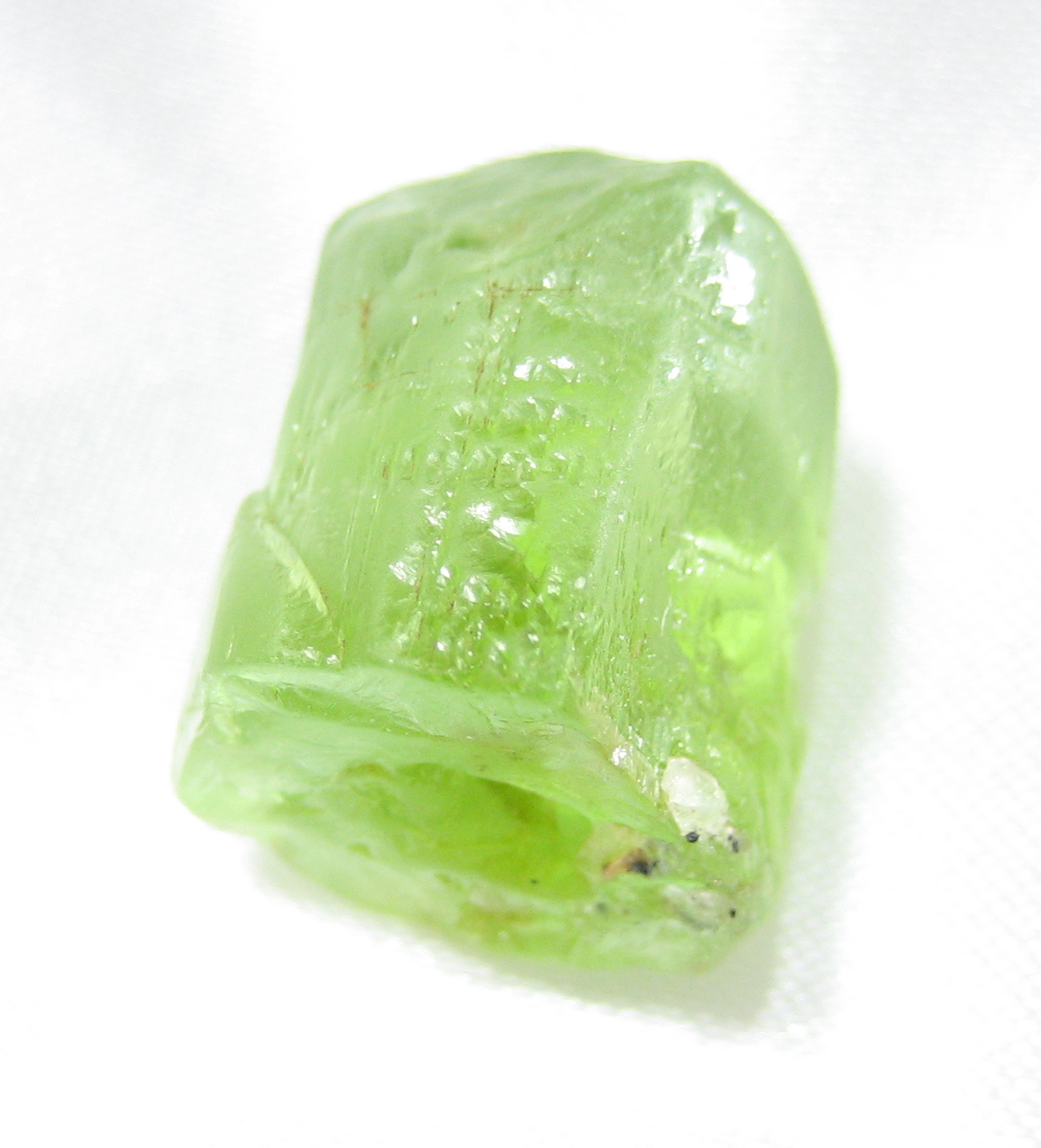
Peridotito.

A olivina apresenta-se geralmente com cor verde-oliva (daí o seu nome) ou amarelo-claro, apesar de poder apresentar uma cor avermelhada devido à oxidação do ferro. Tem fratura concoidal, sendo bastante friável. A sua dureza é igual a 6.5-7, com peso específico 3.27-3.37 e lustre vítreo. Pensa-se que a cor verde seja devida à presença de pequenas quantidades de níquel. O hábito das olivinas é normalmente granular e maciço.
A olivina transparente é por vezes usada como gema em joalharia, sendo geralmente designada como peridoto ou, por vezes, crisólito. As melhores amostras de olivina de qualidade gemológica têm sido obtidas de um jazigo constituído por rochas do manto, na ilha Zabargad, no Mar Vermelho. 
A olivina ocorre em rochas ígneas máficas e ultramáficas e ainda como mineral primário em algumas rochas metamórficas pois cristaliza a partir de magma rico em magnésio e pobre em sílica, o qual dá origem à formação de rochas máficas e ultramáficas, como gabro, basalto, peridotito e dunito. A olivina ou as suas variantes estruturais de alta pressão constituem cerca de 50% do manto superior, tornando a olivina um dos minerais mais comuns do planeta, em volume. O metamorfismo de dolomite impura ou de outras rochas sedimentares com alto teor de magnésio e baixo teor de sílica, pode produzir forsterite.